# Roger Staub
Roger Staub (Arosa, 1º luglio 1936 – Bagnes, 30 giugno 1974) è stato uno sciatore alpino e hockeista su ghiaccio svizzero, campione olimpico e iridato nello slalom gigante a Squaw Valley 1960.

## Biografia

### Carriera sciistica

#### Stagioni 1954-1957
Dopo aver praticato in gioventù l'hockey su ghiaccio nelle file dell'Eishockeyclub Arosa, Roger Staub vinse tre titoli nello sci alpino ai Campionati svizzeri juniores del 1955 e scelse così di dedicarsi a questa disciplina. Sciatore polivalente, aveva già debuttato in campo internazionale in occasione del trofeo Arlberg-Kandahar 1954 (Garmisch-Partenkirchen, 12-14 marzo), dove si era classificato 58º nella discesa libera; nella medesima specialità ai VII Giochi olimpici invernali di Cortina d'Ampezzo 1956 (26 gennaio-5 febbraio), suo esordio olimpico e iridato, si piazzò al 4º posto e nel prosieguo della stagione fu 2º nello slalom gigante del trofeo Ruben Blan (Sankt Moritz, 17-19 febbraio) e 3º al trofeo Drei-Gipfel-Rennen (Arosa, 23-25 marzo), classificandosi 4º, 2º e 2º nei tre slalom giganti della competizione.
Nel 1957 fu 2º nella discesa libera del trofeo del Lauberhorn (Wengen, 12-13 gennaio), vinse la discesa libera e la combinata del Ruben Blan (Sankt Moritz, 22-23 febbraio), dove si classificò anche 3º nello slalom speciale, si piazzò 2º nella discesa libera della Harriman Cup (Sun Valley, 23-24 marzo) e 3º nella discesa libera e 2º nella combinata dei Nord American Championships (Squaw Valley, 6-7 aprile).

#### Stagioni 1958-1959
Nel 1958 vinse il primo slalom gigante disputato sulla Chuenisbärgli di Adelboden valido per l'Internationalen Adelbodner Skitage (5-6 gennaio), battendo l'austriaco Hias Leitner e il francese Charles Bozon, fu 2º in quello di Saalfelden (26 gennaio) e ai Mondiali di Badgastein 1958 (2-9 febbraio) conquistò la medaglia d'argento nella discesa libera, quella di bronzo nello slalom gigante e nella combinata e si classificò 5º nello slalom speciale; nel prosieguo della stagione si classificò 3º nella discesa libera dell'Arlberg-Kandahar (Sankt Anton am Arlberg, 7-9 marzo) e vinse le Drei-Gipfel-Rennen (Arosa, 21-23 marzo), classificandosi 1º, 1º e 2º nei tre slalom giganti della competizione.

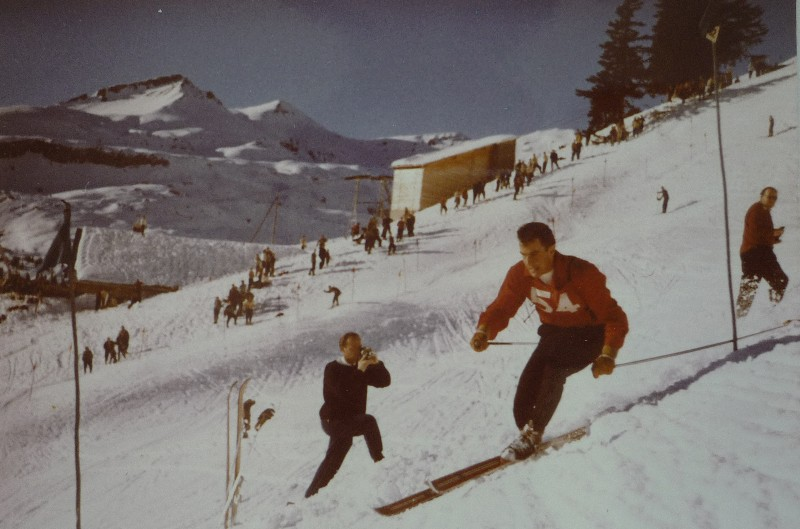
Roger Staub in gara a Flims nel 1959

Nel 1959 si piazzò 3º nella discesa libera e nello slalom speciale e 2º nella combinata del Lauberhorn (Wengen, 9-10 gennaio), 2º nella discesa libera dell'Hahnenkamm sulla Streif di Kitzbühel (17 gennaio), battuto dallo statunitense Buddy Werner e superando il giovane fuoriclasse austriaco Karl Schranz e vinse lo slalom gigante e si classificò 2º nella discesa libera del Ruben Blan (Sankt Moritz, 23-25 gennaio); fu quindi 2º nella discesa libera e nella combinata dell'Arlberg-Kandahar (Garmisch Partenkirchen, 5-7 febbraio), vinse la discesa libera e la combinata dell'Otto Furrer Memorial (Zermatt, 13-15 marzo), dove si classificò anche 2º nel Gornergrat Derby, e si piazzò 3º nello slalom speciale del Grand Prix du Savoie a Chamrousse (12 aprile).

#### Stagioni 1960-1961
Nel 1960 arrivò 3º nello slalom gigante della Chuenisbärgli dietro al tedesco occidentale Ludwig Leitner e all'italiano Italo Pedroncelli (5 gennaio); il coronamento della carriera di Staub fu il titolo di campione olimpico ottenuto nello slalom gigante agli VIII Giochi olimpici invernali di Squaw Valley 1960 (19-27 febbraio), medaglia valida anche ai fini dei Mondiali 1960, e in quella sua ultima partecipazione olimpica fu inoltre 5º nella discesa libera e non completò lo slalom speciale. Sul finire di quella stagione 1959-1960 si classificò 2º nello slalom gigante dell'Otto Linher Memorial (Zürs, 10 aprile).
Nel 1960-1961, sua ultima stazione agonistica, si classificò 3º nella discesa libera della Streif del 21 gennaio 1961 alle spalle del francese Guy Périllat e dell'austriaco Egon Zimmermann, vinse la discesa libera e lo slalom gigante della Roch Cup (Aspen, 24-26 febbraio) e all'Otto Furrer Memorial (Zermatt, 17-19 marzo) vinse il Gornergrat Derby e si piazzò 3º nella discesa libera, 2º nello slalom speciale e 3º nella combinata; chiuse la sua carriera internazionale alle Drei-Gipfel-Rennen di Arosa (25-26 marzo), dove ottenne ancora un 3º posto in slalom gigante.

### Altre attività
Dopo il ritiro aprì una scuola sciistica a Vail, negli Stati Uniti, e si dedicò al commercio di articoli sportivi; pioniere del freestyle, morì in un incidente in deltaplano a Verbier il 30 giugno 1974.

## Palmarès

### Olimpiadi
- 1 medaglia, valida anche ai fini dei Mondiali:
  - 1 oro (slalom gigante a Squaw Valley 1960)

### Mondiali
- 3 medaglie, oltre a quella conquistata in sede olimpica:
  - 1 argento (discesa libera a Badgastein 1958)
  - 2 bronzi (slalom gigante, combinata a Badgastein 1958)

### Classiche
Drei-Gipfel-Rennen
- 3 vittorie (generale, slalom gigante/1, slalom gigante/2 ad Arosa 1958)

Internationalen Adelbodner Skitage
- 1 vittoria (slalom gigante ad Adelboden 1958)

Otto Furrer Memorial
- - 3 vittorie (discesa libera, combinata a Zermatt 1959; Gornergrat Derby a Zermatt 1961)

Roch Cup
- - 2 vittorie (discesa libera, slalom gigante ad Aspen 1961)

Ruben Blan
- 3 vittorie (discesa libera, combinata a Sankt Moritz 1957; slalom gigante a Sankt Moritz 1959)

### Campionati svizzeri
- 12 medaglie (dati parziali)
  -  9 ori (slalom gigante nel 1957; discesa libera, slalom gigante, combinata nel 1958; slalom gigante, combinata nel 1959; slalom gigante, combinata nel 1960; slalom gigante nel 1961)
  -  3 bronzi (discesa libera nel 1959; discesa libera, slalom speciale nel 1960)[senza fonte]

### Campionati svizzeri juniores
- 3 ori (nel 1955)[1]